# جريمة قتل لارنل بروس
جريمة قتل لارنل بروس (بالإنجليزية: Murder of Larnell Bruce)‏ هي جريمة وقعت في يوم 10 أغسطس 2016، حيث قام راسل كورتير وهو عنصري أبيض وعضو في عصابة يوروبيان كندريد، بدهس شاب أسود وهو لارنل بروس، والذي يبلغ من العمر 19 عاماً، بسيارة جيب في مدينة غريشام في ولاية أوريغون الأمريكية.  وفارق لارنل بروس الحياة بعد ثلاثة أيام.
وفي مارس 2019 أدين بجريمة القتل وجريمة الكراهية، في حين اعترفت صديقته كولين هانت التي كانت ترافقه في السيارة الجيب بالقتل غير العمد. وحكم على كورتير بالسجن مدى الحياة لمدة لا تقل عن 28 سنة، وحكم على كولين هانت بالسجن عشر سنوات.
وكانت القضية موضوعاً لفيلم تسجيلي من جزأين لشبكة بي بي سي، عنوانه «قتل بالأبيض والأسود: القضية التي هزت أمريكا».